# クローデット・コルベール
クローデット・コルベール（Claudette Colbert, 本名：エミリー・ショーショワン（ニックネームはリリー）、1903年9月13日 - 1996年7月30日）は、フランス生まれのアメリカ合衆国の女優。1930年代、40年代にスクリューボール・コメディで人気を博したコメディエンヌ。

## 経歴

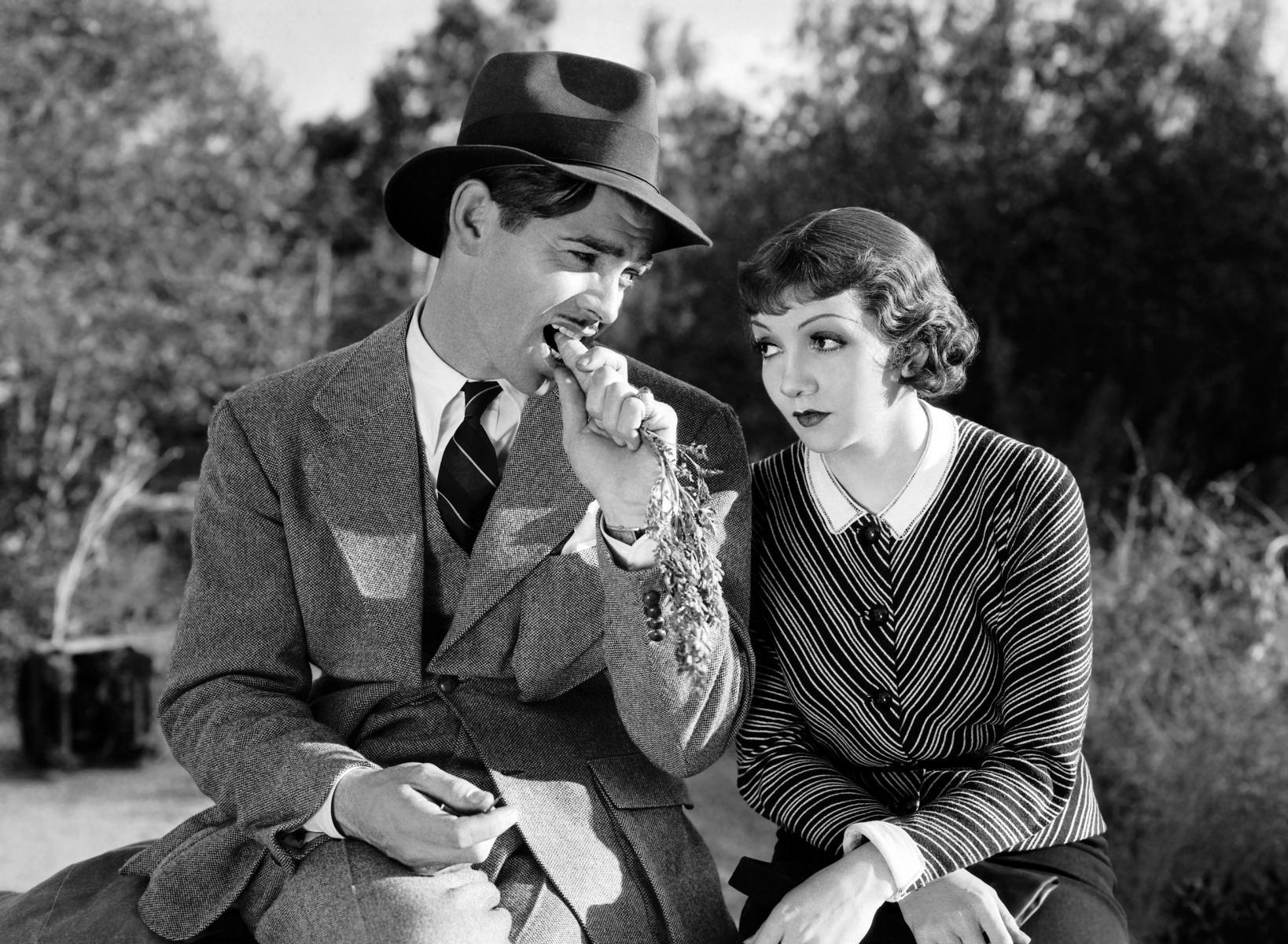
『或る夜の出来事』（1934年）

パリ近郊のサン＝マンデにて フランス人の父親とイギリス人の母親との間に生まれる.。父親は銀行家で、彼女が子供の時に家族でニューヨーク市に引っ越したため、フランス語と英語の両方を話すバイリンガルとして育った。高校卒業後、婦人服店に勤めながら、ファッション・デザイナーを志しアートスクールに通うが、劇作家に頼まれ、1923年にブロードウェイで舞台デビュー。母方の祖母の旧姓コルバート(フランス語の発音はコルベール)を付けて芸名にした。
1927年に『力漕一挺身』でデビューするも、作品はまったく成功しなかった。もともと映画より舞台に専念したかった彼女は、これが最初で最後の映画になると思ったが、大恐慌によって多くの劇場が閉鎖される中、映画に活路を見出さざるを得なかった。しかし、2年後の『女は嘘つき』がヒットし、コンスタントに映画に出演するようになった。
1934年に『或る夜の出来事』でクラーク・ゲーブルと共演、
自身が勝手に決めた結婚相手を父親に反対され説得されるも、反発し逃げ出すと言う、富裕層にありがちである甘やかされた自己中心的な令嬢役をコミカルに演じ、アカデミー主演女優賞を受賞。1936年には年収30万ドルを稼ぎ、アメリカで最も高収入の女優の一人となった。
1945年には、所属していた映画会社パラマウントとの契約が切れ、フリーの身となってしばらくは順調に映画出演が続くがこれまでの勢いは徐々に下落していった。1950年の戦争映画『三人の帰宅』では日本人俳優早川雪洲とも共演し商業的にヒット、彼女の晩年の代表作の一つとなった。
1950年代後半はテレビ番組でゲスト出演していたが結局ブロードウェーに戻った。1958年の舞台『The Marriage Go-Round』ではトニー賞にノミネートされている。1950年代中盤で映画界を事実上引退した後は、マンハッタンのアパートとカリブ海の島国バルバドスの家に住んだ。1987年のテレビ作品『グレンヴィル家の秘密』ではゴールデングローブ賞を受賞し、エミー賞にもノミネートされた。92歳で脳卒中のため死去。子供のいなかったコルベールの遺産のほとんどは、長年の女友達に与えられた。
私生活では二度結婚しているが、最初の夫とはハリウッドで同居せず、二番目の夫とは死別するまで同居した。結婚は偽装であり、実はレズビアンではないかという多くの噂が流れたが、本人は否定した。またクローズアップでは顔の左からの撮影しか許さなかった事で有名。
なお古いソースでは1905年生まれとなっているが、新しいソースでは1903年生まれに訂正されている。

## 主な出演作品
| 公開年 | 邦題 原題                                     | 役名                                   | 備考                      |
| ------ | --------------------------------------------- | -------------------------------------- | ------------------------- |
| 1927   | 力漕一挺身 For the Love of Mike               | メアリー                               |                           |
| 1929   | 壁の穴 The Hole in the Wall                   | ジェーン・オリヴァー                   |                           |
| 1929   | 女は嘘つき The Lady Lies                      | ジョイス                               |                           |
| 1930   | 恋愛四重奏 Young Man of Manhattan             | アン・ヴォーン                         |                           |
| 1930   | チゥインガム行進曲 The Big Pond               | バーバラ・ビリングス                   |                           |
| 1930   | 屠殺者 Manslaughter                           | リディア・ソーン                       |                           |
| 1931   | 彼女の名誉 Honor Among Lovers                 | ジュリア                               |                           |
| 1931   | 陽気な中尉さん The Smiling Lieutenant         | フランジー                             |                           |
| 1931   | 女秘書の秘密 Secrets of a Secretary           | ヘレン・ブレイク                       |                           |
| 1931   | 貨物船と女 His Woman                          | サリー・クラーク                       |                           |
| 1932   | 百米恋愛自由型 Misleading Lady                | ヘレン・スティール                     |                           |
| 1932   | お化け大統領 The Phantom President            | セシリア・ハモンド                     |                           |
| 1932   | 暴君ネロ The Sign of the Cross                | ポッパエア・サビナ                     |                           |
| 1933   | 霧笛の波止場 I Cover the Waterfront           | ジュリー・カーク                       |                           |
| 1933   | 三角の月 Three-Cornered Moon                  | エリザベス                             |                           |
| 1933   | ブルースを唄ふ女 Torch Singer                 | サリー・トレント（ミミ・ベントン）     |                           |
| 1934   | 恐怖の四人 Four Frightened People             | ジュディ・ジョーンズ                   |                           |
| 1934   | 或る夜の出来事 It Happened One Night          | エリー                                 | アカデミー主演女優賞 受賞 |
| 1934   | クレオパトラ Cleopatra                        | クレオパトラ                           |                           |
| 1934   | 模倣の人生 Imitation of Life                  | ビー・プルマン                         |                           |
| 1935   | 輝ける百合 The Gilded Lily                    | マリリン・デイヴィッド                 |                           |
| 1935   | 白い友情 Private Worlds                       | ジェーン・エヴェレスト                 |                           |
| 1935   | 社長は奥様がお好き She Married Her Boss       | ジュリア・スコット                     |                           |
| 1935   | 花嫁の感情 The Bride Comes Home               | ジャネット                             |                           |
| 1936   | 二国旗の下に Under Two Flags                  | シガレット                             |                           |
| 1937   | セイルムの娘 Maid of Salem                    | バーバラ・クラーク                     |                           |
| 1937   | 巴里で逢った彼 I Met Him in Paris             | ケイ・デナム                           |                           |
| 1937   | トヴァリッチ Tovarich                         | タチアナ・ペトロヴナ・ロマノフ         |                           |
| 1938   | 青髭八人目の妻 Bluebeard's Eighth Wife        | ニコール                               |                           |
| 1938   | 舞姫ザザ Zaza                                 | ザザ                                   |                           |
| 1939   | ミッドナイト Midnight                         | エヴァ・ピーボディ                     |                           |
| 1939   | モホークの太鼓 Drums Along the Mohawk         | ラナ                                   |                           |
| 1940   | ブーム・タウン Boom Town                      | ベッツィー・バートレット               |                           |
| 1940   | 囁きの木陰 Arise, My Love                     | オーガスタ・ナッシュ                   |                           |
| 1941   | ひばり Skylark                                | リディア                               |                           |
| 1941   | 追憶 Remember the Day                         | ノラ                                   |                           |
| 1942   | パームビーチ・ストーリー The Palm Beach Story | ジェリー・ジェファーズ                 |                           |
| 1943   | 淑女と拳骨 No Time for Love                   | キャサリン・グラント                   |                           |
| 1944   | 君去りし後 Since You Went Away                | アン・ヒルトン                         |                           |
| 1945   | 奥様の冒険 Guest Wife                         | メアリー・プライス                     |                           |
| 1946   | 離愁 Tomorrow Is Forever                      | エリザベス・ハミルトン                 |                           |
| 1946   | 恋愛超特急 Without Reservations               | キット                                 |                           |
| 1946   | 秘めたる心 The Secret Heart                   | リー・アダムス                         |                           |
| 1947   | 卵と私 The Egg and I                          | ベティ・マクドナルド                   |                           |
| 1948   | 眠りの館 Sleep, My Love                       | アリソン・コートランド                 |                           |
| 1949   | ママの新婚旅行 Family Honeymoon               | ケイティ・アームストロング・ジョーダン |                           |
| 1949   | 花嫁売ります Bride for Sale                   | ノラ・シェリー                         |                           |
| 1950   | 三人の帰宅 Three Came Home                    | アグネス・ニュートン・キース           |                           |
| 1950   | 狙われた結婚 The Secret Fury                  | エレン                                 |                           |
| 1951   | 結婚しましょう Let's Make It Legal            | ミリアム                               |                           |
| 1952   | マレー・ゲリラ戦 The Planter's Wife           | リズ・フレイザー                       |                           |
| 1954   | 運命 Destinées                                | エリザベス                             |                           |
| 1961   | 二十歳の火遊び Parrish                        | エレン・マクリーン                     |                           |